# Meganaclia perpusilla
Meganaclia perpusilla är en fjärilsart som beskrevs av Walker. Meganaclia perpusilla ingår i släktet Meganaclia och familjen björnspinnare. Inga underarter finns listade i Catalogue of Life.